# Canadian Medical Association Journal
Le Canadian Medical Association Journal (en français : Journal de l'Association médicale canadienne, JAMC) est une revue généraliste de médecine, à comité de lecture, propriété de l'Association médicale canadienne / Canadian Medical Association (AMC-CMA). Il publie des résultats de recherches cliniques originales, des analyses et des critiques sur l'organisation des soins et des métiers de santé en particulier au Canada, des mises à jour relatives à la pratique médicale et des éditoriaux.

## Histoire
Andrew Macphail (en), professeur d'histoire de la médecine à l'Université McGill et rédacteur en chef du Montreal Medical Journal, est l'un des principaux instigateurs de la création du Canadian Medical Association Journal. Lors de l'assemblée annuelle de l'AMC-CMA tenue à Montréal en 1907, Macphail fit prévaloir que sans journal pour exprimer ses opinions et enregistrer ses délibérations, l'association aurait peu d'impact, et réussit à faire mettre en place une clause demandant la création d'un journal. En 1910, un rapport exécutif fut adopté demandant des mesures immédiates pour fonder un journal. Macphail en fut le premier rédacteur en chef. Rapidement, le Montreal Medical Journal est acquis tandis que le Maritime Medical News suspend sa publication. Le premier numéro du Canadian Medical Association Journal est publié en janvier 1911. En 1913, pour la première fois, la revue affiche un profit suffisant pour liquider le déficit antérieur. Les abonnements avaient augmenté de 60 % par rapport au niveau de 1911 et étaient achetés par 20 % des médecins canadiens.

## Conflit éditorial
Le 20 février 2006, le rédacteur en chef, John Hoey, et son adjointe, ont été licenciés à la suite d'un conflit mettant en cause l'indépendance éditoriale de la rédaction par rapport à CMA Media, une filiale de l'AMC-CMA propriétaire de la revue. Le conflit était né d'une investigation (au sens journalistique et non scientifique du terme) conçue et réalisée par la rédaction de la revue. Pour cela, le journal a envoyé 13 femmes acheter en pharmacie du lévonorgestrel (connu sous le nom de pilule du lendemain), produit en vente libre dans des pharmacies à travers le Canada, et a rapporté leurs expériences. Dans l'article qui faisait le compte-rendu de cette investigation, il était rapporté que des pharmaciens avaient demandé (et enregistrés) aux femmes enquêtrices des données personnelles, y compris leurs noms, adresses, dates des dernières menstruations et des rapports sexuels non protégés, la méthode habituelle de contraception et la raison de la délivrance du médicament. Ce recueil de données était allégué comme recommandé par l'Association des pharmaciens du Canada (en). Le Réseau canadien pour la santé des femmes a déclaré que la collecte de ces informations était inutile et constituait une violation de la vie privée. L'Association des pharmaciens du Canada a porté plainte auprès de l'AMC-CMA, exigeant que les noms des pharmaciens soient retirés de l'article. L'AMC-CMA a alors ordonné à la rédaction de son propre journal de se conformer, puis a congédié John Hoey. Le 28 février 2006, le reste de la rédaction a démissionné pour la même raison, ce qui a mis en danger l'avenir de la publication,.
En avril 2007, des anciens personnels ont lancé une nouvelle revue en libre accès, Open Medicine, qui a cessé d'émettre en 2014.
En février 2016, une nouvelle controverse éclate lorsque l'AMC-CMA a dissous le Comité de surveillance des revues et renvoyé le rédacteur en chef, John Fletcher. L'AMC-CMA arguait d'un facteur d'impact en baisse et d'une baisse des soumissions de manuscrits comme raisons de ce changement, mais ces affirmations sont contestées. Diane Kelsall, rédactrice en chef adjointe de longue date du JAMC, est alors devenue rédactrice en chef par intérim, chargée de la réflexion sur le devenir de la revue et des revues dérivées. Au terme d'une vaste réflexion comportant des changements d'organisation, une nouvelle ligne éditoriale et une révision des relations entre la revue, l'AMC-CMA et Joule (sa filiale dorénavant propriétaire de la revue), la Dr D Kelsall a terminé sa mission d'intérim fin 2019.

## Polémique
En décembre 2021, le JAMC a publié une lettre à l'éditeur dans laquelle l'auteur affirmait que le hijab était un instrument d'oppression. Après que la lettre ait été vivement critiquée comme islamophobe, le CMAJ s'est excusé et a rétracté la dite lettre.

## Réforme éditoriale
Au terme de la réforme de 2019, le CMAJ est devenu un groupe de médias scientifiques, qui édite toujours l'hebdomadaire CMAJ (194e volume en 2022), mais aussi une version en ligne reprenant en français certains articles, dite JAMC (pour Journal de l'Association médicale canadienne) et un journal en accès libre CMAJ Open.
En 2021, le facteur d’impact du CMAJ était de 11,6.